# Älvorna (sång)
Älvorna är en sång, skriven av Lars "Dille" Diedricson, Marcos Ubeda och Dan Attlerud. Gruppen Sarek sjöng den i Melodifestivalen 2004, där de slogs ut i Andra chansen.

## Singeln
Singeln "Älvorna" låg placerade sig som högst på åttonde plats på försäljningslistan för singlar i Sverige. Melodin testades även på Svensktoppen, där den låg i två veckor under perioden 4 -25 april 2004  med två tiondeplatser som placering innan den lämnade listan .

### Låtlista på singelskivan
1. Älvorna - 2:58
2. Älvorna (karaokeversion) - 2:58

### Listplaceringar
| Lista (2004) | Topplacering |
| ------------ | ------------ |
| Sverige      | 8            |